# NGC 2917
NGC 2917 é uma galáxia espiral (S0-a) localizada na direcção da constelação de Hydra. Possui uma declinação de -02° 30' 14" e uma ascensão recta de 9 horas, 34 minutos e 27,0 segundos.
A galáxia NGC 2917 foi descoberta em 6 de Fevereiro de 1864 por Albert Marth.